# 斯特賴克 (蒙大拿州)
斯特賴克（英語：Stryker）是位於美國蒙大拿州林肯縣的普查規定居民點。

## 歷史
斯特賴克的郵局自1902年營運至今。

## 人口
根據2020年美國人口普查的數據，斯特賴克的面積為2.67平方千米，皆為陸地。當地共有人口25人，而人口密度為每平方千米9.36人。